# Glochidion borgmannii
Glochidion borgmannii är en emblikaväxtart som beskrevs av Airy Shaw. Glochidion borgmannii ingår i släktet Glochidion och familjen emblikaväxter. Inga underarter finns listade i Catalogue of Life.